# Felton Hervey
Felton Hervey (12 février 1712 - 16 août 1773)  est un homme politique anglais, député de Bury St Edmunds dans le Suffolk. Il emmène son fils et sa fille lors d'un Grand Tour d'Italie où il rencontre Johan Joseph Zoffany et le pape Clément XIV.

## Biographie

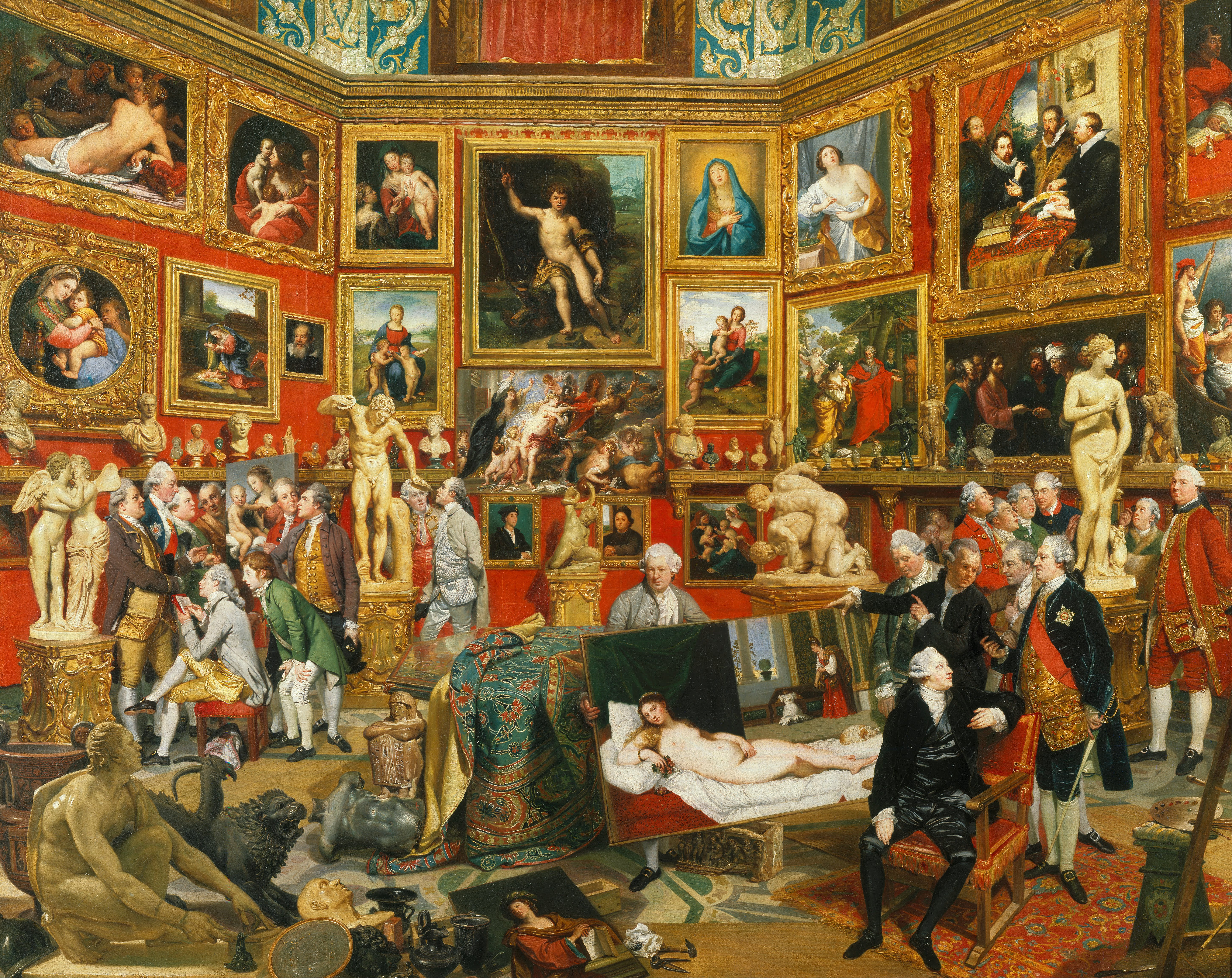
La tribune des Offices

Il est né en 1712, et est le dixième fils (et dix-septième enfant) de John Hervey (1er comte de Bristol). Sa mère, Elizabeth Felton, est la fille et l'héritière de Thomas Felton (4e baronnet), qui, comme son mari, est également député du siège familial de Bury St Edmunds . Il est le deuxième enfant à s'appeler Felton, comme un frère aîné qui n'a vécu que quelques semaines a reçu ce nom. La brève vie et la mort de son frère aîné sont consignées dans une peinture naïve conservée dans la rotonde, la maison Ickworth, probablement de Joseph Brooke .
Il fait ses études à la Bury St Edmunds Grammar School  puis au Collège d'Eton d'où il est exclu.
Hervey est l'écuyer de la reine Caroline en 1736-1737, mais il est renvoyé pour inconduite . Cependant, de 1737 à 1756, il est valet de la chambre à coucher de son septième enfant, le prince William, duc de Cumberland. En 1754, il représente la Chambre des communes contre l'officier de marine Augustus Hervey à qui il est lié et qui s'est disputé avec Lord Bristol. Il devient l'un des députés de Bury St Edmunds dans le Suffolk. Hervey déclare qu'il s'attendait à une place proposée par le Premier ministre whig, Henry Pelham, mais qu'il a finalement abandonné tout espoir malgré les assurances de Pelham. En 1756, Hervey démissionne de son poste auprès du duc de Cumberland, invoquant les problèmes liés aux voyages plusieurs fois par an . En 1757, son neveu Augustus Hervey est élu de justesse à Bury St Edmunds par une voix, bien qu'il soit toujours aux commandes d'un navire en Méditerranée .
Il réussit à être nommé à la Sinécure de Remembrancer au Trésor public. Il partage ce poste de manière inhabituelle avec son fils, qui le conserve après le décès de son père .
Il épouse Dorothy, fille de Salomon Ashley, de Westminster  et veuve de Charles Pitfield de Hoxley, et ensemble ils ont un fils et trois filles . En septembre 1772, Hervey est à Florence avec son neveu, le colonel William Hervey (officier) et deux de ses enfants . Hervey est peint parmi les virtuoses au premier plan du tableau de Johann Zoffany, La Tribune des Offices . La peinture de Zoffany n'est achevée qu'après la mort d'Hervey, mais il est la figure au premier plan entourée du consul britannique, de l'artiste Thomas Patch et d'autres britanniques en Italie . Il a une audience avec le pape en 1773 et meurt peu de temps après son retour d'Italie. Il n'a jamais vu la peinture achevée de Zoffany, celle-ci n'ayant été achevée qu'en 1777 .

## Héritage
À côté du tableau de Zoffany, il y a aussi un portrait beaucoup plus jeune et plus grand de John Fayram dans la rotonde d'Ickworth. et la National Trust possèdent une miniature de lui par Christian Friedrich Zincke, qui date d'environ 1730 .
En 1775, Christie's organise une vente aux enchères dans son ancienne maison, à Bury St Edmunds, de sa collection d'art considérable. Le fils de Hervey, le lieutenant Felton Lionel Hervey, qui a travaillé avec lui pour le compte du Trésor, reste au manoir de Bury St Edmunds . Son fils s'est par la suite suicidé dans une armurerie de Londres .